# 프랫 & 휘트니 캐나다 PW100

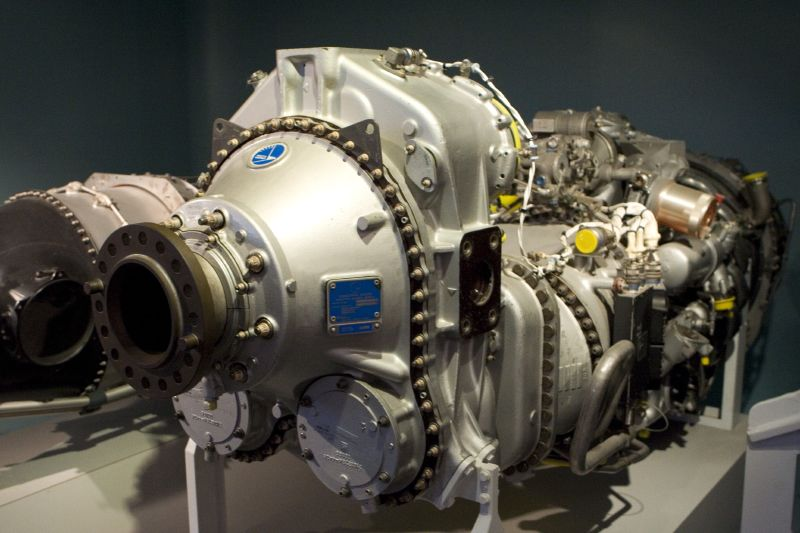
PW120

프랫 앤 휘트니 캐나다 PW100 엔진은 1,900-5,000 마력 (1,400-3,700 kW) 급 터보프롭 엔진이다. 1984년에 최초로 상용화된 이래 6,000대 이상이 생산되었다.

## 세부 모델
단종된 모델을 포함하여 31 종의 세부 모델이 있다.
- PW127G : 1997년에 형식 승인되었으며 3,058 마력 (2,281 kW) 급이다.
- PW127M : 2007년에 형식 승인되었으며, 2,619 마력 (1,953 kW) 급이다.
- PW150A : 1998년에 형식 승인되었으며 PW100 시리즈 중 가장 고출력인 모델로 5,071마력이다.

## 적용 기체
- ATR 42 (PW127E)
- ATR 72 (PW127F/M)
- 봄바디어 Q400 (PW150)